# Mabea pulcherrima
Mabea pulcherrima är en törelväxtart som beskrevs av Johannes Müller Argoviensis. Mabea pulcherrima ingår i släktet Mabea och familjen törelväxter. Inga underarter finns listade i Catalogue of Life.